# Gertrude Webster Kamkwatira
Gertrude Webster Kamkwatira (c. 1966 - 2006) fue una dramaturga, directora y actriz malauí.

## Biografía
Kamkwatira nació alrededor de 1966. Se convirtió en directora del Wakhumbata Ensemble Theatre en 1999 después de la muerte de su fundador, Du Chisiza. Tras dejarlo, formó el grupo de teatro Wanna-Do. Los cargos que ocupó incluyeron el de Presidenta de la Asociación Nacional de Teatro de Malaui y Presidenta de la Sociedad de Derecho de Autor de Malaui.

## Carrera
Escribió cerca de trece obras de teatro en inglés, incluida It's My Fault, acerca de la violencia doméstica y opresión sexual, Jesus 'Retrial y Breaking the News, son obras de teatro sobre la lucha contra el SIDA. En una entrevista en 2003, dijo que normalmente pasaba uno o dos días escribiendo una obra de teatro y luego continuaría trabajando en ella durante tres semanas más. Después, discutía con un editor antes de presentársela al elenco. Luego, cada actor debía leer y comprender la obra como el primer paso en el proceso de ensayo.
Su carrera como actriz comenzó cuando no había muchas mujeres intérpretes en Malaui. En 1987 tuvo que tomar papeles en tres obras al mismo tiempo porque Wakhumbata tenía muy pocas actrices.